# Castilleja toluccensis
Castilleja toluccensis är en snyltrotsväxtart som beskrevs av Carl Sigismund Kunth. Castilleja toluccensis ingår i släktet målarborstar, och familjen snyltrotsväxter. Inga underarter finns listade i Catalogue of Life.